# Eisbären Berlín
Eisbären Berlin je německý klub ledního hokeje, který sídlí v berlínském městském obvodu Friedrichshain-Kreuzberg. Založen byl v roce 1954 pod názvem SC Dynamo Berlin. V roce 1970 se Dynamo stalo společně s SG Dynamo Weißwasserem jedinými účastníky východoněmecké nejvyšší soutěže. Tento hrací model nejvyšší soutěže platil až do znovusjednocení Německa. Po vstupu do sjednocené německé soutěže se klub přejmenoval na Eisbären se snahou zbavit se své policejní minulosti. Od sezóny 1994/95 působí v Deutsche Eishockey Lize, německé nejvyšší soutěži ledního hokeje. Klubové barvy jsou modrá, bílá a rudá.
Lední medvědi jsou jedenáctinásobnými mistry Německa a patnáctinásobnými mistry Východního Německa. V německém poháru klub zvítězil v roce 2008. Ve východoněmecké éře triumfoval v místním poháru celkem pětkrát. Na mezinárodní scéně je největším úspěchem vítězství v premiérovém ročníku European Trophy v sezóně 2010.
Své domácí zápasy odehrává v Mercedes-Benz Areně s kapacitou 17 000 diváků. Dříve klub hrával na stadionu Wellblechpalast s kapacitou 4 695 diváků. Hala patří pod víceúčelové sportovní středisko Sportforum Hohenschönhausen v berlínské čtvrti Hohenschönhausen. Toto středisko zahrnuje, kromě haly pro hokej a rychlobruslení, také atletické hřiště pro fotbal a atletiku.

## Historické názvy
Zdroj:
- 1954 – SC Dynamo Berlin (Sportclub Dynamo Berlin)
- 1990 – EHC Dynamo Berlin (Eishockeyclub Dynamo Berlin)
- 1992 – Eisbären Berlin

## Získané trofeje

### Vyhrané domácí soutěže
Zdroj:
- Meisterschaft / Bundesliga / DEL (11×)
  - 2004/05, 2005/06, 2007/08, 2008/09, 2010/11, 2011/12, 2012/13, 2020/21, 2021/22, 2023/24, 2024/25
- Deutscher Eishockeypokal (1×)
  - 2007/08
- DDR-Eishockey-Oberliga (15×)
  - 1965/66, 1966/67, 1967/68, 1975/76, 1976/77, 1977/78, 1978/79, 1979/80, 1981/82, 1982/83, 1983/84, 1984/85, 1985/86, 1986/87, 1987/88
- DELV-Pokal (5×)
  - 1963, 1964, 1965, 1973, 1988

### Vyhrané mezinárodní soutěže
Zdroj:
- European Trophy (1×)
  - 2010

## Účast v mezinárodních pohárech
Zdroj:
Legenda: SP – Spenglerův pohár, EHP – Evropský hokejový pohár, EHL – Evropská hokejová liga, SSix – Super six, IIHFSup – IIHF Superpohár, VC – Victoria Cup, HLMI – Hokejová liga mistrů IIHF, ET – European Trophy, HLM – Hokejová liga mistrů, KP – Kontinentální pohár
- EHP 1966/1967 – 2. kolo
- EHP 1967/1968 – Semifinále
- EHP 1968/1969 – Semifinále
- EHP 1976/1977 – 1. kolo
- EHP 1977/1978 – Semifinále
- EHP 1978/1979 – 1. kolo
- EHP 1979/1980 – Čtvrtfinále
- EHP 1980/1981 – Čtvrtfinále
- EHP 1982/1983 – 2. kolo
- EHP 1983/1984 – Zápas o 3. místo (výhra)
- EHP 1984/1985 – Semifinále
- EHP 1985/1986 – 2. kolo
- EHP 1986/1987 – 2. kolo
- EHP 1987/1988 – 1. kolo
- EHP 1988/1989 – 1. kolo
- KP 1997/1998 – Finále
- EHL 1998/1999 – Zápas o 3. místo (výhra)
- KP 1999/2000 – Finále
- SP 2005 – Základní skupina (3. místo)
- SP 2006 – Základní skupina (5. místo)
- HLMI 2008/2009 – Základní skupina A (2. místo)
- ET 2010 – Finále
- ET 2011 – Západní divize (2. místo)
- ET 2012 – Čtvrtfinále
- ET 2013 – Finálová skupina A (2. místo)
- HLM 2014/2015 – Základní skupina D (4. místo)
- HLM 2015/2016 – Osmifinále
- HLM 2016/2017 – Osmifinále
- HLM 2018/2019 – Základní skupina D (3. místo)

## Přehled ligové účasti
Stručný přehled
Zdroj:
- 1954–1956: 1. DDR-Eishockey-Liga (2. ligová úroveň ve Východním Německu)
- 1956–1959: DDR-Eishockey-Oberliga (1. ligová úroveň ve Východním Německu)
- 1959–1961: DDR-Eishockey-Oberliga – sk. 2 (1. ligová úroveň ve Východním Německu)
- 1961–1990: DDR-Eishockey-Oberliga (1. ligová úroveň ve Východním Německu)
- 1990–1991: Eishockey-Bundesliga (1. ligová úroveň v Německu)
- 1991–1992: 2. Eishockey-Bundesliga Nord (2. ligová úroveň v Německu)
- 1992–1994: Eishockey-Bundesliga (1. ligová úroveň v Německu)
- 1994– : Deutsche Eishockey Liga (1. ligová úroveň v Německu)

Jednotlivé ročníky
Zdroj:
Legenda: ZČ – základní část, červené podbarvení – sestup, zelené podbarvení – postup, fialové podbarvení – reorganizace, změna skupiny či soutěže
| Východní Německo (1954–1990) |                               |                                                                                   |                                                                                   |                                                                                   |              |
| Sezóny                       | Soutěž                        | Úroveň                                                                            | ZČ                                                                                | Play-off                                                                          | Poznámky     |
| 1954/55                      | 1. DDR-Eishockey-Liga – sk. A | 2. úroveň                                                                         | 1. místo                                                                          |                                                                                   |              |
| 1955/56                      | 1. DDR-Eishockey-Liga         | 2. úroveň                                                                         | 3. místo                                                                          |                                                                                   | Postup       |
| 1956/57                      | Oberliga                      | 1. úroveň                                                                         | 4. místo                                                                          |                                                                                   |              |
| 1957/58                      | Oberliga                      | 1. úroveň                                                                         | 4. místo                                                                          |                                                                                   |              |
| 1958/59                      | Oberliga                      | 1. úroveň                                                                         | 2. místo                                                                          |                                                                                   |              |
| 1959/60                      | Oberliga – sk. 2              | 1. úroveň                                                                         | 2. místo                                                                          | Finálová skupina (2. místo)                                                       |              |
| 1960/61                      | Oberliga – sk. 2              | 1. úroveň                                                                         | 1. místo                                                                          | Finálová skupina (2. místo)                                                       |              |
| 1961/62                      | Oberliga                      | 1. úroveň                                                                         | 3. místo                                                                          | Finálová skupina (2. místo)                                                       |              |
| 1962/63                      | Oberliga                      | 1. úroveň                                                                         | 2. místo                                                                          |                                                                                   |              |
| 1963/64                      | Oberliga                      | 1. úroveň                                                                         | 2. místo                                                                          |                                                                                   |              |
| 1964/65                      | Oberliga                      | 1. úroveň                                                                         | 2. místo                                                                          |                                                                                   |              |
| 1965/66                      | Oberliga                      | 1. úroveň                                                                         | bez účasti                                                                        | Finálová skupina (1. místo)                                                       |              |
| 1966/67                      | Oberliga                      | 1. úroveň                                                                         | bez účasti                                                                        | Finálová skupina (1. místo)                                                       |              |
| 1967/68                      | Oberliga                      | 1. úroveň                                                                         | 1. místo                                                                          |                                                                                   |              |
| 1968/69                      | Oberliga                      | 1. úroveň                                                                         | 2. místo                                                                          | Finálová skupina (2. místo)                                                       |              |
| 1969/70                      | Oberliga                      | 1. úroveň                                                                         | bez účasti                                                                        | Finálová skupina (3. místo)                                                       |              |
| 1970/71                      | Oberliga                      | 1. úroveň                                                                         | 2. místo                                                                          |                                                                                   |              |
| 1971/72                      | Oberliga                      | 1. úroveň                                                                         | 2. místo                                                                          |                                                                                   |              |
| 1972/73                      | Oberliga                      | 1. úroveň                                                                         | 2. místo                                                                          |                                                                                   |              |
| 1973/74                      | Oberliga                      | 1. úroveň                                                                         | 2. místo                                                                          |                                                                                   |              |
| 1974/75                      | Oberliga                      | 1. úroveň                                                                         | 2. místo                                                                          |                                                                                   |              |
| 1975/76                      | Oberliga                      | 1. úroveň                                                                         | 1. místo                                                                          |                                                                                   |              |
| 1976/77                      | Oberliga                      | 1. úroveň                                                                         | 1. místo                                                                          |                                                                                   |              |
| 1977/78                      | Oberliga                      | 1. úroveň                                                                         | 1. místo                                                                          |                                                                                   |              |
| 1978/79                      | Oberliga                      | 1. úroveň                                                                         | 1. místo                                                                          |                                                                                   |              |
| 1979/80                      | Oberliga                      | 1. úroveň                                                                         | 1. místo                                                                          |                                                                                   |              |
| 1980/81                      | Oberliga                      | 1. úroveň                                                                         | 2. místo                                                                          |                                                                                   |              |
| 1981/82                      | Oberliga                      | 1. úroveň                                                                         | 1. místo                                                                          |                                                                                   |              |
| 1982/83                      | Oberliga                      | 1. úroveň                                                                         | 1. místo                                                                          |                                                                                   |              |
| 1983/84                      | Oberliga                      | 1. úroveň                                                                         | 1. místo                                                                          |                                                                                   |              |
| 1984/85                      | Oberliga                      | 1. úroveň                                                                         | 1. místo                                                                          |                                                                                   |              |
| 1985/86                      | Oberliga                      | 1. úroveň                                                                         | 1. místo                                                                          |                                                                                   |              |
| 1986/87                      | Oberliga                      | 1. úroveň                                                                         | nehráno                                                                           | Vítěz                                                                             |              |
| 1987/88                      | Oberliga                      | 1. úroveň                                                                         | nehráno                                                                           | Vítěz                                                                             |              |
| 1988/89                      | Oberliga                      | 1. úroveň                                                                         | nehráno                                                                           | Finále                                                                            |              |
| 1989/90                      | Oberliga                      | 1. úroveň                                                                         | nehráno                                                                           | Finále                                                                            | Reorganizace |
| Německo (1990–)              |                               |                                                                                   |                                                                                   |                                                                                   |              |
| Sezóny                       | Soutěž                        | Úroveň                                                                            | ZČ                                                                                | Play-off                                                                          | Poznámky     |
| 1990/91                      | Bundesliga                    | 1. úroveň                                                                         | 12. místo                                                                         | Play-out, 2. kolo (prohra)                                                        | Sestup       |
| 1991/92                      | 2. Bundesliga Nord            | 2. úroveň                                                                         | 4. místo                                                                          | Finálová skupina (1. místo)                                                       | Postup       |
| 1992/93                      | Bundesliga                    | 1. úroveň                                                                         | 12. místo                                                                         | Play-out, 1. kolo (výhra)                                                         |              |
| 1993/94                      | Bundesliga                    | 1. úroveň                                                                         | 11. místo                                                                         | Play-out, 1. kolo (výhra)                                                         | Reorganizace |
| 1994/95                      | Deutsche Eishockey Liga       | 1. úroveň                                                                         | 17. místo                                                                         | Ne                                                                                |              |
| 1995/96                      | Deutsche Eishockey Liga       | 1. úroveň                                                                         | 17. místo                                                                         | Ne                                                                                |              |
| 1996/97                      | Deutsche Eishockey Liga       | 1. úroveň                                                                         | 5. místo                                                                          | Semifinále (prohra 1:3 na zápasy s Kassel Huskies)                                |              |
| 1997/98                      | Deutsche Eishockey Liga       | 1. úroveň                                                                         | 5. místo                                                                          | Finále (prohra 1:3 na zápasy s Adler Mannheim)                                    |              |
| 1998/99                      | Deutsche Eishockey Liga       | 1. úroveň                                                                         | Stříbrná medaile                                                                  | Semifinále (prohra 1:3 na zápasy s Adler Mannheim)                                |              |
| 1999/00                      | Deutsche Eishockey Liga       | 1. úroveň                                                                         | 13. místo                                                                         | Skupina o udržení (5. místo)                                                      |              |
| 2000/01                      | Deutsche Eishockey Liga       | 1. úroveň                                                                         | 13. místo                                                                         | Ne                                                                                |              |
| 2001/02                      | Deutsche Eishockey Liga       | 1. úroveň                                                                         | 7. místo                                                                          | Čtvrtfinále (prohra 1:3 na zápasy s Adler Mannheim)                               |              |
| 2002/03                      | Deutsche Eishockey Liga       | 1. úroveň                                                                         | Zlatá medaile                                                                     | Semifinále (prohra 0:3 na zápasy s Kölner Haie)                                   |              |
| 2003/04                      | Deutsche Eishockey Liga       | 1. úroveň                                                                         | Zlatá medaile                                                                     | Finále (prohra 1:3 na zápasy s Frankfurt Lions)                                   |              |
| 2004/05                      | Deutsche Eishockey Liga       | 1. úroveň                                                                         | Stříbrná medaile                                                                  | Finále (výhra 3:0 na zápasy s Adler Mannheim)                                     |              |
| 2005/06                      | Deutsche Eishockey Liga       | 1. úroveň                                                                         | Zlatá medaile                                                                     | Finále (výhra 3:0 na zápasy s DEG Metro Stars)                                    |              |
| 2006/07                      | Deutsche Eishockey Liga       | 1. úroveň                                                                         | 9. místo                                                                          | Předkolo (prohra 1:2 na zápasy s Frankfurt Lions)                                 |              |
| 2007/08                      | Deutsche Eishockey Liga       | 1. úroveň                                                                         | Stříbrná medaile                                                                  | Finále (výhra 3:1 na zápasy s Kölner Haie)                                        |              |
| 2008/09                      | Deutsche Eishockey Liga       | 1. úroveň                                                                         | Zlatá medaile                                                                     | Finále (výhra 3:1 na zápasy s DEG Metro Stars)                                    |              |
| 2009/10                      | Deutsche Eishockey Liga       | 1. úroveň                                                                         | Zlatá medaile                                                                     | Čtvrtfinále (prohra 2:3 na zápasy s Augsburger Panther)                           |              |
| 2010/11                      | Deutsche Eishockey Liga       | 1. úroveň                                                                         | Bronzová medaile                                                                  | Finále (výhra 3:0 na zápasy s Wolfsburg Grizzly Adams)                            |              |
| 2011/12                      | Deutsche Eishockey Liga       | 1. úroveň                                                                         | Zlatá medaile                                                                     | Finále (výhra 3:2 na zápasy s Adler Mannheim)                                     |              |
| 2012/13                      | Deutsche Eishockey Liga       | 1. úroveň                                                                         | 4. místo                                                                          | Finále (výhra 3:1 na zápasy s Kölner Haie)                                        |              |
| 2013/14                      | Deutsche Eishockey Liga       | 1. úroveň                                                                         | 8. místo                                                                          | Předkolo (prohra 1:2 na zápasy s ERC Ingolstadt)                                  |              |
| 2014/15                      | Deutsche Eishockey Liga       | 1. úroveň                                                                         | 9. místo                                                                          | Předkolo (prohra 1:2 na zápasy s Nürnberg Ice Tigers)                             |              |
| 2015/16                      | Deutsche Eishockey Liga       | 1. úroveň                                                                         | Stříbrná medaile                                                                  | Čtvrtfinále (prohra 3:4 na zápasy s Kölner Haie)                                  |              |
| 2016/17                      | Deutsche Eishockey Liga       | 1. úroveň                                                                         | 8. místo                                                                          | Semifinále (prohra 1:4 na zápasy s EHC Red Bull München)                          |              |
| 2017/18                      | Deutsche Eishockey Liga       | 1. úroveň                                                                         | Stříbrná medaile                                                                  | Finále (prohra 3:4 na zápasy s EHC Red Bull München)                              |              |
| 2018/19                      | Deutsche Eishockey Liga       | 1. úroveň                                                                         | 9. místo                                                                          | Čtvrtfinále (prohra 2:4 na zápasy s EHC Red Bull München)                         |              |
| 2019/20                      | Deutsche Eishockey Liga       | Ročník zrušen po odehrání základní části z důvodu epidemie koronaviru SARS-CoV-2. | Ročník zrušen po odehrání základní části z důvodu epidemie koronaviru SARS-CoV-2. | Ročník zrušen po odehrání základní části z důvodu epidemie koronaviru SARS-CoV-2. |              |
| 2020/21                      | Deutsche Eishockey Liga       | 1. úroveň                                                                         |                                                                                   | Finále (výhra 2:1 na zápasy s Grizzlys Wolfsburg)                                 |              |
| 2021/22                      | Deutsche Eishockey Liga       | 1. úroveň                                                                         | Zlatá medaile                                                                     | Finále (výhra 3:1 na zápasy s EHC Red Bull München)                               |              |
| 2022/23                      | Deutsche Eishockey Liga       | 1. úroveň                                                                         | 11. místo                                                                         | Ne                                                                                |              |
| 2023/24                      | Deutsche Eishockey Liga       | 1. úroveň                                                                         | Stříbrná medaile                                                                  | Finále (výhra 4:1 na zápasy s Fischtown Pinguins)                                 |              |
| 2024/25                      | Deutsche Eishockey Liga       | 1. úroveň                                                                         | Stříbrná medaile                                                                  | Finále (výhra 4:1 na zápasy s Kölner Haie)                                        |              |